# Teen Vogue
Teen Vogue — американский журнал о моде, который издавался в печатном виде, а ныне является онлайн-изданием. Впервые запущен в 2003 году как сестринское издание модного журнала Vogue, ориентированное на девочек-подростков. Как и Vogue, он включал в себя рассказы о моде и знаменитостях. С 2015 года, после резкого снижения продаж, журнал сократил свое печатное издание в пользу онлайн-контента. 5 декабря 2017 года был опубликован последний печатный номер с изображением Хиллари Клинтон на обложке.

## История
Teen Vogue был основан в 2003 году как дополнительное издание Vogue и возглавлялся бывшим креативным директором Vogue, Эми Эстли под руководством Анны Винтур. Джина Сандерс отвечала за издательство. Главный редактор компании, Эстли рассказала, что Teen Vogue сосредоточится на моде, красоте и стиле. Публикация началась с четырех тестовых выпусков, затем было опубликовано шесть выпусков в 2003 году и десять в 2004 году.

### 2016—2017 изменения формата
В мае 2016 года Элейн Уэлтерот была назначена редактором вместо Эстли, так как та покинула пост, чтобы стать главным редактором журнала Architectural Digest. Элейн Уэлтерот в свои 29 лет стала самым молодым редактором в истории Condé Nast. Ее назначение стало частью новой руководящей команды, в которой она сотрудничала с директором, Филиппом Пикарди и креативным директором, Мари Сутер.
Журнал Teen Vogue постигла та же участь, что и другие молодежные журналы о моде, а именно падение продаж. Его продажи в единственном экземпляре упали на 50 процентов в течение первых шести месяцев 2016 года. Начиная с декабрьского/январского выпуска 2017 года, Teen Vogue начал публиковаться ежеквартально, сократившись с десяти выпусков в год до четырех выпусков в год.
29 апреля 2017 года Элейн Уэлтерот была назначена главным редактором журнала Teen Vogue. 2 ноября 2017 года было объявлено, что Teen Vogue прекратит свое печатное издание и продолжит публиковаться только в электронном виде по причине сокращения расходов.
В январе 2018 года Уэлтерот покинула журнал, а Пикарди был назначен главным контент-директором. 5 февраля 2018 года Самхита Мухопадхьяй заняла пост исполнительного редактора.В марте Мари Сутер покинула журнал и Condé Nast. В апреле 2018 года ее пост креативного директора заняла Эрин Ховер. В августе было объявлено, что Пикарди также покидает журнал и Condé Nast. В октябре 2018 года было объявлено, что Линдси Пиплз Вагнер станет новым главным редактором Teen Vogue.
По данным ресурса Business Of Fashion, с 2016 года Teen Vogue значительно увеличил трафик через сайт; в январе 2017 года сайт журнала посетили 7,9 миллиона пользователей в США по сравнению с 2,9 миллиона год назад. Это произошло благодаря работе Пикарди, который присоединился к команде в апреле 2015 года,, а также Сутер и Уэлтерот, которые расширили список публикуемых тем. По данным ресурса The Washington Examiner, Teen Vogue посетили 8 341 000 пользователей в мае 2017 года и 4 476 000 в 2018 году. 1,7 процента их аудитории в мае 2018 года были в возрасте 17 или моложе, 2,6 процента — от 18 до 24 лет. Команда журнала сделала акцент на социальные темы и политику, вызвав соответствующий рост веб-трафика. Раздел политики превзошел раздел развлечений как самый читаемый раздел сайта.

## Контент
Первоначально контент Teen Vogue был сосредоточен на моде, ориентированной на подростковую аудиторию.
В декабре 2016 года журнал опубликовал статью Лорен Дука, озаглавленную «Donald Trump Is Gaslighting America.» В течение нескольких недель эссе было просмотрено 1,2 миллиона раз, а журналист, Дэвид Фолкенфлик описал эссе как сигнал о смещении акцента журнала в сторону политики. По данным The New York Times, многие СМИ были «удивлены, прочитав такое сильное политическое заявление в молодежном журнале». Редактор из журнала The Atlantic, Софи Гилберт также отметила: «поворот в редакционной стратегии вызвал похвалу в социальных сетях, а некоторые авторы заметили, что Teen Vogue лучше справляется с освещением важных историй, чем устаревшие новостные ресурсы.»